# 바꾸앙
바꾸앙(민난어: bah-koaⁿ, 중국어 간체자: 肉干, 정체자: 肉乾, 병음: ròugān 러우간[*])은 달콤·짭조름한 중국식 마른고기이다. 돼지고기, 쇠고기, 양고기 등을 향신료, 설탕, 소금과 간장으로 양념해 섭씨 50~60도에서 건조해 만든다.

## 사진 갤러리

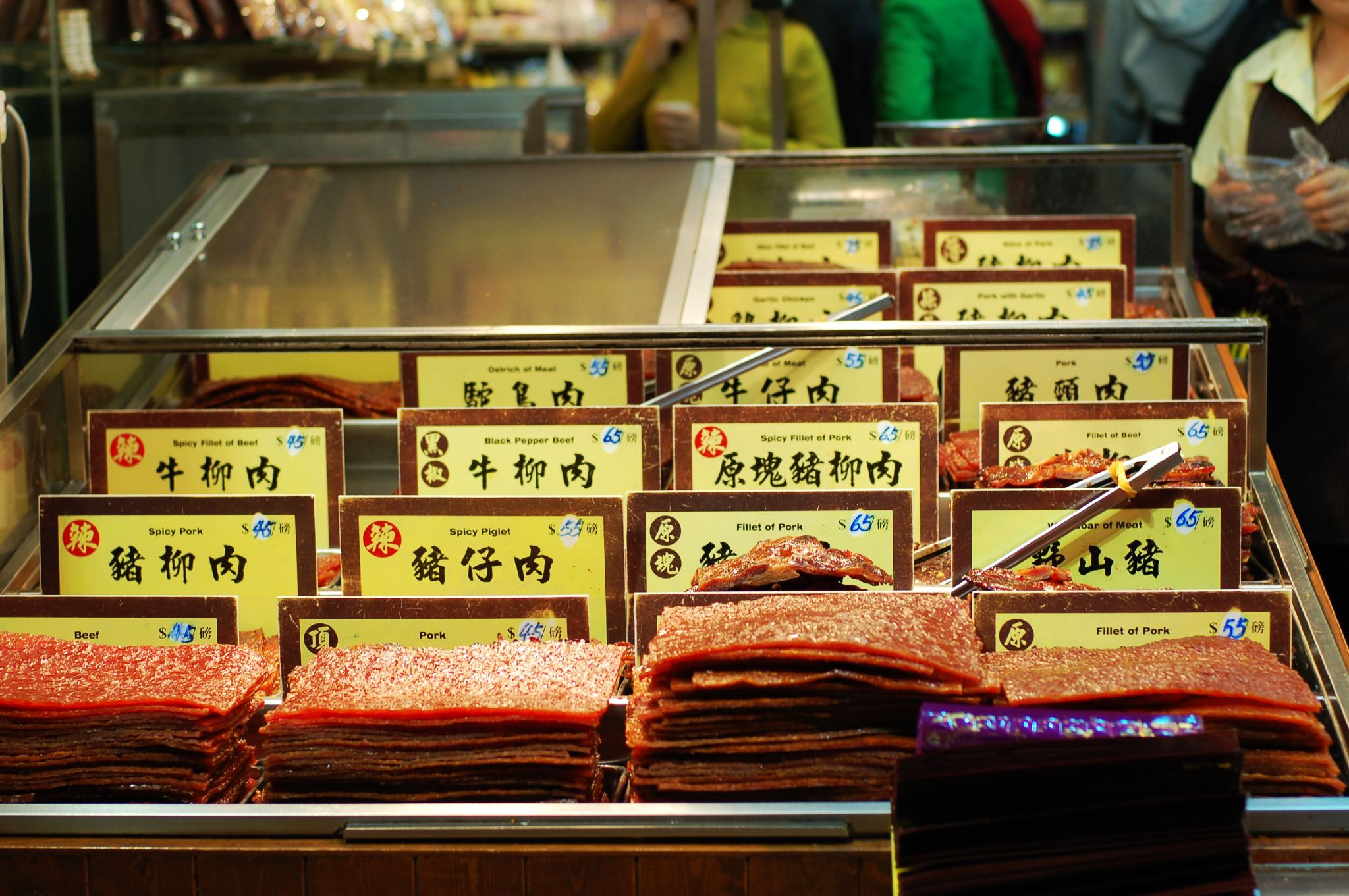
여러 가지 바꾸앙

## 같이 보기
- 비첸향